# Catlin
Catlin é uma vila localizada no estado americano de Illinois, no Condado de Vermilion.

## Demografia
Segundo o censo americano de 2000, a sua população era de 2087 habitantes.
Em 2006, foi estimada uma população de 2059, um decréscimo de 28 (-1.3%).

## Geografia
De acordo com o United States Census Bureau, Catlin tem uma área de 2,0 km², dos quais 2,0 km² são cobertos por terra e 0,0 km² cobertos por água.

## Localidades na vizinhança
O diagrama seguinte representa as localidades num raio de 12 km ao redor de Catlin.